# 日本観光通訳協会
一般社団法人日本観光通訳協会（にほんかんこうつうやくきょうかい）は、通訳案内士で構成された職能組織。1940年（昭和15年）設立。元国土交通省所管。

## 概要
- 所在地：東京都千代田区丸の内3丁目4番1号　新国際ビル9階
- 会長：
- 副会長：

## 事業
- 通訳案内士業の普及とその業務の円滑化を推進
- 通訳案内士業の無料職業紹介
- 通訳案内士業務の向上改善及び通訳案内料金に関する調査研究
- 通訳案内士業務の向上改善に必要な講演会、講習会、研究会等を開催
- 関係官公署に建議し又その諮問に応じる
- 国際観光事業関係者との連携協調
- その他本会の目的を達成するために必要な事業